# 헤클러운트코흐 PSG1
HK PSG1(독일어: Heckler & Koch Präzisionsschützengewehr 1 헤클러 운트 코흐 프레치지온슈위츤게베어 아인[*])은 독일의 헤클러&코흐사에 의해 만들어진 반자동 저격총으로 자회사의 G3 계열의 저격총인 G3SG1를 기반으로 하고 있다.
현재 세계에서 가장 정확도가 높은 반자동 저격총으로 알려져 있는 PSG1은 1972년 뮌헨 올림픽 때 일어났던 뮌헨 참사 당시의 빠른 대처의 절실함을 바탕으로 만들어졌다. 헤클러&코흐사는 군과 경찰을 위해 높은 명중률의 반자동 소총을 만드는 데 착수하였고, 후에 만들어진 PSG1은 독일의 GSG9, 대한민국의 707 특수임무대대등 여러 나라의 특수 부대를 중심으로 배급되었다.

## 특징
프리 플로팅 배럴이 적용되어 있는 PSG1은 300m 거리의 표적에 총 50발을 쏘면 8cm 원 안에 탄흔이 형성되는(1MOA) 수준의 정밀한 사격이 가능하다. 손잡이 아래에 추를 넣고 총받침대(Heavy stock)를 채용하면서 무게가 무려 8.1Kg이나 되는데, 이는 오히려 높은 명중률을 유지하는 데 도움을 주며, 개머리판을 체격에 따라 조절할 수 있다. 망원조준경에 배터리에 의해 조준선을 빛나게 하는 발광기능이 있어, 야간사격에도 큰 무리가 없다. 노리쇠를 잠구어서 탄피를 튀지 않게 하고 소음을 줄이는 '저소음 노리쇠 잠금 장치(Low noise bolt closing device)', 특별히 만들어진 삼각대로 안정적으로 사격할 수 있다.

## 문제점
그러나 PSG1은 오직 대테러에 맞춰 만들어진 만큼, 가혹한 상황에서도 멀쩡해야 하는 군대의 제식 화기로서는 실격이다. 저격총으로서는 무거우므로 사용자를 빠르게 피로하게 하여 장기전에서는 적합하지 않다. 총 자체가 정밀하게 다루어야 하므로 따로 다루는법을 익혀야 하고, ZF Hensoldt 6X42 광학식 조준경은 일체형이라, HK사에 보내지 않고 개인이 떼고자 한다면, 용접기로 강제로 떼어내야만 한다. 많은 부품이 쓰이고 정밀한 저격을 위해 내구성이 희생되어 땅에 떨어뜨릴시 고장 또는 작동불량이 날 확률이 높으며 무엇보다도 가격이 높다. 현재 대한민국 경찰특공대에서는 MSG90으로 교체하여 쓰고 있다.

## PSG1A1
2006년 PSG1A1으로 개량되었다. 간략하게 차이점은 아래와 같다.
- 장전 손잡이를 재배치하였다. (Relocation of the Cocking Handle)
- 새로운 "쉬미트&벤더" 조준경. (New Schmidt and Bender Scope)

## 같이 보기
- 저격총
- 헤클러&코흐 MSG90
- 뮌헨 올림픽 참사